# Fredrikstad
Fredrikstad este un oraș în provincia Østfold, Norvegia.